# Igor Novikov (sportiv)
Igor Novikov (n. 19 octombrie 1929, Drezna, RSFS Rusă, URSS – d. 30 august 2007, Sankt Petersburg, Rusia) a fost un sportiv ce a reprezentat Uniunea Republicilor Sovietice Socialiste, medaliat olimpic. A participat la 4 ediții ale Jocurilor Olimpice (1952, 1956, 1960, 1964) în care a câștigat două medalii de aur și două medalii de argint.